# Jorge Pedro Sousa
Jorge Pedro Sousa (Porto, 9 de maio de 1967) é professor catedrático e investigador de jornalismo na Universidade Fernando Pessoa, no Porto, em Portugal. O seu nome, por vezes, surge com a grafia Jorge Pedro Souza, Jorge Pedro de Souza e Jorge Pedro de Sousa.
As suas linhas de pesquisa englobam a teoria e história do jornalismo e a análise do discurso jornalístico impresso. Tem vários livros publicados, sendo o mais conhecido Uma História Crítica do Fotojornalismo Ocidental. Os seus livros mais recentes intitulam-se Veja! Nas Origens do Jornalismo Iconográfico em Portugal: Um Contributo para uma História das Revistas Ilustradas Portuguesas (2017), Contar o Mundo no Século XVII. O Discurso dos Dois Primeiros Jornais Portugueses: A Gazeta “da Restauração (1641-1647) e o Mercúrio Português (1663-1667) (2015, traduzido, parcialmente, para inglês com o título Telling the World in the 17th Century. The Discourse of the First Two Portuguese Newspapers: Gazeta “da Restauração” & Mercúrio Português), Surrogate Narratives: Portugal 1914-1918. Iconographic Coverage of WWI (2015),  A Grande Guerra: Uma Crónica Visual (Parte II). A "Guerra Estrangeira": Estudo do Discurso Iconográfico da "Ilustração Portuguesa"  (2015), Jornalismo em Portugal na Alvorada da Modernidade (2013, traduzido para inglês com o título Print Journalism in Early Modern Portugal) e Portugal na Grande Guerra - Uma Crónica Visual (Parte 1), de 2013.
A sua ideia mais notória é a de que toda a notícia, ou seja, todo o enunciado jornalístico é um dispositivo que resulta da interacção de várias forças, ou factores, cada um deles com peso variável no resultado final: 1) Acção pessoal de jornalistas, fontes de informação e outros agentes; 2) Rotinas produtivas; 3) Constrangimentos sociais organizacionais, como a hierarquia e o funcionamento da organização jornalística, a linha editorial, os recursos organizacionais e outros; 4) Constrangimentos sociais extra-organizacionais, como o mercado; 5) Ideologia(s) e cultura; 6) História; e 7) Outras forças, como os limites e possibilidades dos dispositivos tecnológicos usados na elaboração da notícia. Abstractamente, essa ideia pode traduzir-se numa equação em que a notícia surge como o resultado (produto) da multiplicação (interacção) de vários factores, cada um deles antecedido por uma variável que traduz, precisamente, o peso variável de cada um desses factores no resultado "notícia".

## Prémios académicos
- 1992 - Prémio Vitorino de Sousa, atribuído pelo Rotary Club, outorgado ao aluno que, a nível nacional, conclua a licenciatura em Comunicação Social com a melhor média

- 2001 - Prémio AEJMC, de valor pecuniário de US $ 1000,00, destinado a premiar as três melhores comunicações em congresso

- 2007 - Medalha Maria Immacolatta Vassallo de Lopes, outorgada pela Sociedade Brasileira de Estudos Interdisciplinares da Comunicação aos membros dos núcleos de pesquisa da organização que tenham participado nos últimos cinco congressos da entidade e que neles tenham apresentado as melhores comunicações

- 2008 - Diploma de Mérito Académico, concedido pela Sociedade Brasileira de Estudos Interdisciplinares da Comunicação “em reconhecimento dos inestimáveis serviços de difusão do pensamento comunicacional brasileiro”